# Fehérhátú küllő
A fehérhátú küllő más néven sárgahomlokú küllő (Melanerpes flavifrons) a madarak (Aves) osztályának harkályalakúak (Piciformes) rendjébe, ezen belül a harkályfélék (Picidae) családjába tartozó faj.

## Előfordulása
Brazília délkeleti területén, Paraguayban és Argentína északkeleti részén él. Zárt és nyílt erdőségek lakója

## Megjelenése
Testhossza 22 centiméter. Homloka és torka élénk sárga, tarkója és hasa vörös színű. Háta fekete, de egy feltűnő fehér csík vonul végig rajta. A tojó hasonló, de a színei nem annyira élénkek. Hegyes végű farkát támaszkodásra is használja.

## Életmódja
Főleg gyümölcsökkel táplálkozik, de megeszi a növények bogyóit is.

## Szaporodása
Fák törzsébe vájt üregbe rakja tojásait.